# Burzum (álbum)
Burzum é o primeiro álbum de estúdio do projeto solo de black metal norueguês Burzum. Foi lançado em março de 1992, pelo selo de Euronymous, Deathlike Silence Productions. Seis das canções foram posteriormente regravadas em 2010 e lançadas no álbum From the Depths of Darkness, já que Varg Vikernes estava insatisfeito com alguns dos vocais originais e produção.
A maioria das reedições do álbum foram lançadas como Burzum/Aske, que inclui o EP Aske como as três faixas finais. Apenas a versão Aske de "A Lost Forgotten Sad Spirit" foi incluída nesta edição.

## Lista de Faixas
Todas as músicas e letras de Varg Vikernes, exceto "Ea, Lord of the Deeps", em que as palavras foram retiradas do Necronomicon.

### Prensagem Original
| N.º | Título                                          | Duração |  |
| 1.  | "Feeble Screams from Forests Unknown"           |         |  |
| 2.  | "Ea, Lord of the Deeps"                         |         |  |
| 3.  | "Black Spell of Destruction"                    |         |  |
| 4.  | "Channelling the Power of Souls into a New God" |         |  |

| N.º            | Título                        | Duração |  |
| 5.             | "War"                         |         |  |
| 6.             | "The Crying Orc"              |         |  |
| 7.             | "A Lost Forgotten Sad Spirit" |         |  |
| 8.             | "My Journey to the Stars"     |         |  |
| 9.             | "Dungeons of Darkness"        |         |  |
| Duração total: | Duração total:                | 47:05   |  |

### Burzum/Aske
| N.º            | Título                                          | Duração |  |
| 1.             | "Feeble Screams from Forests Unknown"           |         |  |
| 2.             | "Ea, Lord of the Depths"                        |         |  |
| 3.             | "Spell of Destruction"                          |         |  |
| 4.             | "Channelling the Power of Souls into a New God" |         |  |
| 5.             | "War"                                           |         |  |
| 6.             | "The Crying Orc"                                |         |  |
| 7.             | "My Journey to the Stars"                       |         |  |
| 8.             | "Dungeons of Darkness"                          |         |  |
| 9.             | "Stemmen Fra Taarnet"                           |         |  |
| 10.            | "Dominus Sathanas"                              |         |  |
| 11.            | "A Lost Forgotten Sad Spirit"                   |         |  |
| Duração total: | Duração total:                                  | 58:06   |  |

Nota: Burzum/Aske renomeia a faixa 3 como "Spell Of Destruction", já que Vikernes afirma que a palavra "Black" foi adicionada ao título por Euronymous sem seu conhecimento. A faixa 2 também foi alterada para "Ea, Lord of the Depths".

## Ficha Técnica
- Varg Vikernes – vocais, guitarra, baixo, bateria, sintetizador, produção

Créditos adicionais
- Euronymous – solo de guitarra em "War", gongo em "Dungeons of Darkness", produção (Apenas o original e as impressões de 2022 listam o crédito de "Co-Produtor".)
- Pytten (Eirik Hundvin) – engenharia, masterização, produção
- Jannicke Wiese-Hansen – capa do álbum (a arte é uma recriação parcial da arte da capa de "The Temple of Elemental Evil".)